# Джордж Гуммель
Джордж Гуммель (англ. George Hummel / нім. George Hummel; нар. 9 лютого 1976, Марієнталь, Південно-Західна Африка) — намібійський футболіст німецького походження, захисник.

## Клубна кар'єра
Футбольну кар'єру розпочав 1995 року в намібійському клубі «Чіф Сантос». У 1999 році виїхав до ПАР, де підписав контракт з «Гелленіком». Потім захищав кольори «Мороки Шеллоуз». У 2004 році перебрався у «Промінь». У футболці владивостоцького клубу дебютував 6 квітня того ж року в переможному (1:0) домашньому поєдинку 3-о туру Першого дивізіону проти махачкалинського «Анжі». Джордж вийшов на поле в стартовому складі та відіграв увесь матч. У Першому дивізіоні російського чемпіонату зіграв 7 матчів. Наступного року повернувся до колишнього клубу, «Морока Шеллоуз». Потім грав за «Джомо Космос». У 2009 році повернувся на батьківщину, де виступав за «Ілевен Ерроуз». Футбольну кар'єру завершив 2012 року у футболці намібійського клубу «Блу Бойс».

## Кар'єра в збірній
У футболці національної збірної Намібії дебютував 1998 року. У складі головної команди країни провів 37 матчів, в яких відзначився 2-а голами. 26 серпня 2010 року оголосив про завершення кар'єри в збірній.

## Досягнення
- Кубок КОСАФА
  -  Володар (2): 1997, 1999

- Прем'єр-ліга Намібії
  -  Чемпіон (1): 2003

- Кубок Намібії
  -  Володар (3): 1998, 1999, 2000

- Кубок ПАР
  -  Володар (1): 2004

- Перший дивізіон ПАР
  -  Чемпіон (1): 2008/09